# Усадьба заводчиков Шамариных
Усадьба заводчиков Шамариных — здание в исторической части Каменска-Уральского, Свердловской области.
Постановлением Правительства Свердловской области № 859-ПП от 28 декабря 2001 года присвоен статус памятника архитектуры регионального значения.

## История

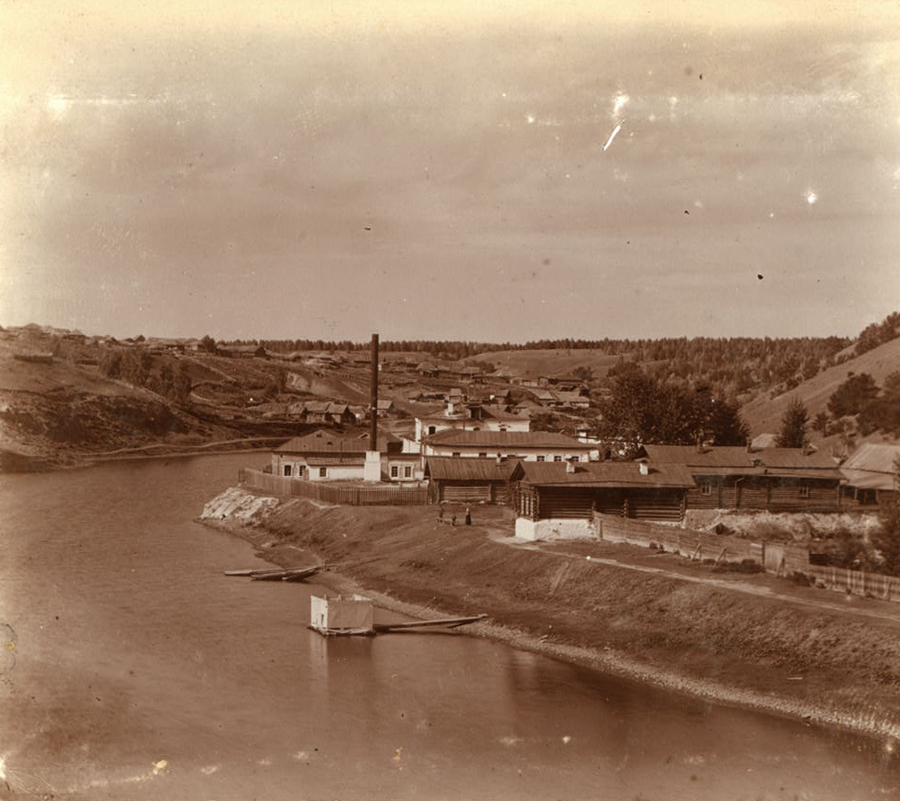
Кожевенный завод с [деревней Брод] на реке Исети.
Автор — С. М. Прокудин-Горский; 1909 год.

Строительство дома было начато камышловским купцом Шамариным Анисимом Ивановичем. Купец занимался производством и продажей кожаных изделий. В 1870-74 годах он строит первый в Каменске кожевенный завод на левом берегу исети, напротив деревни Брод. В тот же период начинается строительство усадьбы на Большой Московской.
Впоследствии дело было передано сыновьям Василию и Константину. Ими в 1889 году в Каменске был учреждён торговый дом «А. И. Шамарина сыновья», который занимался выделкой кож. На территории усадьбы строится дочернее здание фабрики. В 1912 году Константин умирает, а его дела передаются его детям Александру, Павлу и Николаю.
Шамарины были представителями не только купечества, но и каменского светского общества, вся династия была членами УОЛЕ. В 1870-х на их средства была открыта одна из первых в Каменске платных библиотек. Жена Анисима Ивановича — Александра Андреевна в 1892 году была одним из инициаторов открытия сиротского приюта. Шамарины вкладывались в улучшение условий труда рабочих и была проведена электрификация фабричных помещений. Продукция завода получала награды на российских ярмарках и выставках, в годы первой мировой войны использовалась для нужд армии.
После 1917 года данных о Шамариных нет. В 1927 году завод на берегу Исети был закрыт, усадьба национализирована и перестроена.

## Архитектура
Дом Шамарина и помещения кожевенной фабрики являются примером эклектики и кирпичного кружева. Со временем и от ошибок при реставрации многие элементы декора были утрачены. В настоящее время от неё сохранился главный дом и фабрика.
Усадьба расположена в линейной застройке квартала и имеет вытянутую в глубину квартала прямоугольную форму. В её ансамбль входили жилой двухэтажный дом с конторами и производственный цех кожевенной фабрики. Жилой дом северным фасадом поставлен на улицу Ленина, здание фабрики расположено в глубине участка.
Двухэтажный каменный главный дом имеет г-образную конфигурацию и состоит из двух объёмов: основного двухэтажного и одноэтажного с цокольным этажом. Главный северный фасад основного объёма делится пополам по горизонтали междуэтажным поясом. Верхняя часть завершена карнизом. Углы здания фиксированы филенчатыми лопатками. Лже-колонный делят дом на три секции. По фасаду ритмично расположены 11 оконных проёмов на втором этаже. Центральный вход расположен с северного фасада, его венчает лучковое навершие, здесь же пристрой для входа в подвал.
Окна первого этажа выделяются наличником простой формы, более сложной на втором этаже. Западный фасад закрыт соседним зданием, окна восточного и южного фасадов оформлены бровкой.
Административные конторы фабрики были размещены на первом этаже основного дома, в который на оба этажа вели отдельные лестницы. Двухэтажный производственный корпус был размещён во дворе усадьбы и поставлен перпендикулярно Московской улице. Декорировано здание было скромнее: окна с выпуклыми наличниками с округлым верхом, такие же лучковые навершия-сандрики, карнизы, украшенные «сухариками».